# Adetus cecamirim
Adetus cecamirim es una especie de escarabajo del género Adetus, familia Cerambycidae. Fue descrita científicamente por Martins & Galileo en 2005.
Habita en Bolivia. Los machos y las hembras miden aproximadamente 10-11,7 mm. El período de vuelo de esta especie ocurre en los meses de octubre y noviembre.